# جان آدامز مورگان
جان آدامز مورگان (انگلیسی: John Adams Morgan؛ زادهٔ ۱۷ سپتامبر ۱۹۳۰) قایقران قایق بادبانی اهل ایالات متحده آمریکا بود.